# Justino Zavala Muniz
Justino Zavala Muniz (Bañado de Medina, Cerro Largo, 16 de julio de 1898 - Montevideo, 23 de marzo de 1968) fue un dramaturgo, narrador, historiador, periodista y político uruguayo. Mantuvo una larga trayectoria dejando un legado de múltiples instituciones culturales y artísticas nacionales.

## Biografía
Justino Zavala Muniz nace en la ciudad de Melo, capital del departamento de Cerro Largo, el 16 de julio de 1898, en una casa de la calle, denominada hoy, “Justino Muniz”. Descendiente de españoles y vascos, es hijo de José Alberto Zavala y de Eugenia Segundina Muniz, hija de Justino Muniz. Sus padres se radicaron en Melo después de que su padre acompañara como secretario a su suegro, el General Justino Muniz, en la revolución de 1897.
Vive sus primeros años en Melo, donde al terminar el ciclo escolar ingresa al liceo de Enseñanza Secundaria, en el que alterna sus estudios con la publicación de artículos periodísticos y la participación en las actividades de la Asociación de estudiantes, que llega a presidir. En Melo forma parte de grupo intelectual juvenil junto con Emilio Oribe, Juana de Ibarbourou y Casiano Monegal. 
En 1917 es becado en mérito a las altas calificaciones obtenidas y se traslada Montevideo para estudiar abogacía, uniéndose al llegar a los dirigentes estudiantiles que luchan por la Reforma Universitaria. En 1921, cuando tiene 24 años, publica “Crónica de Muniz”. Meses después, José Batlle y Ordóñez se interesa por conocerlo y posteriormente ingresa en la redacción del diario “El Día”
Es incluido por Batlle en una lista como suplente para la Cámara Departamental en Montevideo. De esta manera, comienza su carrera política en 1923, cuando es electo para integrar la Asamblea Representativa de Montevideo, de la que es presidente en 1925 y 26, hasta su ingreso a la Cámara Nacional como Representante por el Departamento de Montevideo.
Se casa en 1925 y el 24 de mayo de 1926 tiene su primer hijo que llevará su nombre: Justino Julio.
En 1929, después de la muerte de Batlle y Ordóñez, junto a varios jóvenes batllistas como Julio César Grauert, Baltasar Brum, Enrique Rodríguez Fabregat y Arturo Lezama fundan la agrupación política “Agrupación Batllista Avanzar”, también conocida como "Avanzar"
En 1930 publica Crónica de la Reja. 
En ese mismo año, con motivo de los festejos del centenario de la Constitución, es designado “Director Artístico” de una película en la cual se incluirían los acontecimientos relacionados con esa celebración. Una película de cine mudo en la que se incluyen actos callejeros, la Jura de la Bandera y el registro de los partidos de fútbol que tienen lugar como parte de la celebración. Al año siguiente se estrena en la Sala del Cine Club del Uruguay una segunda película llamada “Cielo, agua y lobos”. Ambas películas se pierden tras un incendio ocurrido en el Sodre.
Fue dos veces reelecto Diputado nacional en representación del Departamento de Montevideo, cargo que ocupa hasta el 31 de marzo de 1933, fecha del golpe de Estado realizado por el presidente Gabriel Terra, instaurando el período conocido como "dictadura de Terra". Justino Zavala Muniz es el último orador, en aquella dramática madrugada, de la memorable Asamblea del Parlamento uruguayo.
A 16 días del golpe de Estado de Terra, estrena su primera obra de teatro La Cruz de los Caminos. La policía de la dictadura arresta durante las funciones a distintos grupos de espectadores; pero el éxito de la obra la mantiene en cartel a pesar de la persecución policial. En 1934, es preso y procesado por la dictadura.
En enero de 1935 estalla la conocida como Revolución de Enero, contra la dictadura de Terra. Justino Zavala Muniz participa como teniente coronel en el contingente de revolucionarios de Cerro Largo, el mayor contingente de revolucionarios, comandados por Exequiel Silveira. Tras ser perseguidos y bombardeados por los aviones gubernistas, la Revolución es vencida y Zavala Muniz se destierra en Brasil.
Reside durante largos meses en la ciudad brasilera de Bagé. Durante su destierro escribe la “Revolución de Enero. Apuntes para una Crónica” (editada en 1935, casi clandestinamente, primer testimonio de la frustrada insurrección contra Terra), un Ensayo sobre interpretación de la Historia del Brasil y otro, sobre “Os Sertoes” de Euclydes Da Cunha. Vuelto a Montevideo funda y dirige la Editorial “Nueva América”, traduce, y edita, la novela “Bruhaha” del escritor brasileño Pedro Motta Lima. 
En el año 1938 estrena su segunda obra de teatro “En un Rincón del Tacuarí” que, pese a su éxito, retira de cartel por no someterse a las imposiciones del gobierno. Esto provoca un homenaje público que organiza en su sede el Ateneo de Montevideo.
Casado, el 18 de noviembre de 1939, con Doña María Julia Garayalde, tiene con ella dos hijos: Francisco Alberto, en 1944, y Eugenia, en 1947. 
En 1940 estrena “Alto Alegre” en Buenos Aires y en 1942 “Fausto Garay un Caudillo” en la ciudad de Montevideo. 
En 1942, con el regreso de la democracia, es electo en las elecciones generales de ese año como Senador por el Partido Colorado. En ese período es encargado a integrar una Comisión, junto a otros como Alfeo Brum, César Mayo Guitérrez y otros, un Proyecto de Reforma Agraria, que es presentado en la Cámara y culmina en la creación del Instituto Nacional de Colonización.
Desde entonces, es dos veces reelecto y preside durante su permanencia en el Senado, la Comisión de Instrucción Pública. Dirige en el Uruguay el Movimiento de Ayuda al Pueblo español y, en tal carácter, asiste a la Convención realizada en Santiago de Chile en 1944. Allí, por su iniciativa, se crea el Comité Sudamericano de ayuda al Pueblo Español y se le designa Presidente. 
En 1945 preside la Embajada Cultural que viaja al Brasil. En el mismo año, la Editorial mejicana “Fondo de Cultura Económica”, publica en la Colección “Tierra Firme” su obra “Batlle, un héroe civil”. En 1946, viaja a México, designado Embajador Extraordinario ante ese gobierno. A su regreso visita los países del Pacífico. Data de entonces su conocimiento y su amistad con Haya de la Torre.
Por iniciativa de Zavala, la Intendencia Municipal de Montevideo, presidida por Andrés Martínez Trueba, crea en 1947 la Comisión de Teatros Municipales que Zavala Muniz presidiría desde su creación hasta 1956. Bajo su presidencia se crea la Comedia Nacional, la escuela municipal de música, la escuela municipal de arte dramático y el museo y biblioteca del Teatro Solís.
Tuvo el invalorable apoyo de la experiencia del empresario y autor teatral Ángel Curotto y a partir de 1949 de la actriz catalana Margarita Xirgu. Según Antonio Larreta: «Durante cuatro o cinco años la Xirgu pasó a formar, con Zavala Muniz y Curotto una suerte de trinidad del poder en la conducción de la Comedia Nacional, de su repertorio y de la suerte de sus actores».
Concebía un teatro al servicio de la gente, entendía que había que otorgarle al teatro una función didáctica. Fundó la Comedia Nacional con el objetivo de promover los autores uruguayos, dar a conocer un teatro de arte, diferente al teatro comercial, que estaba en manos de empresarios. De la documentación relevada en el Archivo de la Comedia Nacional se desprende que Zavala Muniz, con el apoyo de Curotto desde su cargo de Director Gerente, era quien decidía el repertorio, elegía los directores y el elenco de cada obra. Una vez creada la Escuela integraba los tribunales de egreso. Conocía muy bien a los alumnos. Era una caudillo paternalista. En el camarín número ocho del Teatro Solís, Zavala estableció durante años una verdadera cátedra a la que acudían directores, artistas, intelectuales a escucharlo.
Preside de 1948 a 1951 el SODRE y en 1951 preside la delegación uruguaya ante la Asamblea General de la UNESCO que tiene lugar en París. Allí mociona para que Montevideo fuera sede de la próxima Asamblea en 1954, moción que es votada por aclamación. Concurre a la “Conferencia Mundial de la Educación” en Ginebra; visita también Inglaterra en calidad de invitado por el Consejo Británico. Visita además Italia y Francia.
Con la reforma constitucional, la nueva Constitución de 1952 reforma el Poder Ejecutivo para ser presidido por un Consejo Nacional de Gobierno. El primer Consejo lo designa como Ministro de Instrucción Pública y Previsión Social. Desde este Ministerio impulsa un gran movimiento en todos los órdenes de la creación literaria y artística. Durante su gestión se impulsan, incorporándose a la legislación del país magníficas iniciativas propias o de origen parlamentario, como ser: aumento general de las jubilaciones y pensiones a la vejez, jubilación de la mujer a los 25 años de servicios, beneficio especial de retiro para la Industria y el Comercio, la Ley de Jubilaciones al personal de la Enseñanza Privada, Escalafón docente para Enseñanza Primaria y Universidad del Trabajo, Edificación escolar, Campaña nacional contra el Analfabetismo, Ley orgánica de la Universidad del Trabajo, “Semana del estudiante” en Piriápolis, la “Semana Criolla”, desarrollo de la Fotocinematrográfica del Estado, cursos educacionales de verano, nueva ley de estímulo a los escritores nacionales elevándose el monto, entre otros.

Bajo su égida se crea el Conservatorio Nacional de Música, se inicia la biblioteca Artigas con la publicación de los clásicos uruguayos, se crea la Imprenta Nacional de Música y se constituyen las Masa Corales (los orfeones) en el interior del país, las que agrupan a más de 2.500 cantantes. En 1953 se inaugura el Salón Bienal de Artes Plásticas, se crean becas para artistas de la capital y del interior. Se fundan distintos museos en distintas ciudades y se nacionaliza el Museo del Indio de Tacuarembó.

Justino Zavala Muniz en 1956

En noviembre de 1954 inaugura la Asamblea Mundial de la UNESCO en Montevideo, de la que es electo Presidente por el período 1954-1956. Ese mismo año es electo en las elecciones generales como miembro del Consejo Nacional de Gobierno.
En 1959, encabeza con Arturo Lezama la lista de la Junta Departamental y es electo Edil departamental por Montevideo, pero por motivos de salud, debe renunciar.
En noviembre de 1960, inicia la que será su última crónica. Se aleja entonces de la vida política pero en 1964 integró por segunda vez la Comisión de Teatros Municipales trabajando en estrecha colaboración con el director estable Rubén Yáñez. En 1967 integró nuevamente la Comisión.
Falleció en Montevideo el 23 de marzo de 1968. Fue sepultado con honores de jefe de Estado. En homenaje a su memoria, una de las salas del Teatro Solís lleva su nombre.

## Obra
Sus obras narrativas tienen como espacio preferencial al departamento de Cerro Largo.

### Narrativa
- Crónica de Muniz, Montevideo, 1921.
- Crónica de un crimen, Montevideo, Teseo, 1926.
- Crónica de la reja, Montevideo, 1930.

### Dramaturgia
- La cruz de los caminos, Montevideo-Buenos Aires, 1933.
- En un rincón del Tacuarí, Montevideo, Nueva América, 1938.
- Fausto Garay, un caudillo, Montevideo, Nueva América, 1942.
- Alto Alegre, Montevideo, Nueva América, 1944.